# Marius Schneider
Pour les articles homonymes, voir Schneider.
Œuvres principales
- Die ars nova des 14. Jahrhunderts in Frankreich und Italien, 1931
- Geschichte der Mehrstimmigkeit. Historische und phänomenologische Studien, 1934-1935

Marius Schneider est un musicologue allemand, né à Haguenau (Alsace) le 1er juillet 1903 et mort à Marquartstein (Bavière) le 10 juillet 1982.

## Biographie

### Famille
Marius Schneider était le deuxième enfant de Alfons Johann Schneider, un hôtelier de Haguenau, et de son épouse  Maria Josefine Theresia Geiger. D'un premier mariage il a eu deux enfants, Nikolaus (1932–1995) et Maria Veronika (* 1937). De 1956 jusqu'à sa mort il a été marié à Birgit Siller, (* 1922), une musicienne qu'il a connue à Barcelone et qui a été pour lui une remarquable collaboratrice.

### Études
Il a d'abord étudié la philologie, le piano et la composition à Strasbourg, où en 1924 il a passé ses premiers examens de piano, puis au Conservatoire de Paris et à la Sorbonne avec André Pirro, et ensuite  à l'Université de Berlin, où en 1930 il s'est diplômé avec Johannes Wolf en soutenant une dissertation sur l'Ars Nova du XIVe siècle en France et en Italie.  Parmi ses enseignants il a eu Achille Philip, Alfred Cortot, Eugène Cools et Maurice Ravel (en privé).

### Enseignement
Après l'obtention de son diplôme, il est l'assistant de Curt Sachs et de Erich Moritz von Hornbostel, auquel il succède à partir de 1933 à la direction du Berliner Phonogramm-Archiv. En 1934, il publié à Berlin une monumentale Histoire de la Polyphonie.
À partir de 1944, il entreprend l’étude du symbolisme musical dans la musique primitive et dans celle des civilisations antiques, à la section d’ethnomusicologie de l’Institut de Musicologie de Barcelone, où il  enseigne la musicologie et où il rencontre sa seconde épouse, qui comme lui a fui le régime nazi. Au milieu des années cinquante, il retourne définitivement en Allemagne et en 1955, il obtient son Habilitation à l'Université de Cologne, où il enseigne jusqu'en 1968, pour ensuite passer à l'Université d'Amsterdam (1968-1970), tout en continuant à participer à des conférences dans le monde entier. En 1970 et en 1971, il enseigne également dans le cadre des cours et séminaires d'été de l'Istituto ticinese di alti studi (it) à Lugano.

## Œuvres

### Œuvres en français
- Colloques de Wégimont - Cercle international d'études ethno-musicologiques - Premier colloque., Elsevier, Bruxelles, 1956.
- "L'esprit de la musique et l'origine du symbole", in: Diogène, Gallimard, Paris, 1959, numéro 27. Diverses autres contributions.
- "Le rôle de la musique dans la mythologie et les rites des civilisations non européennes", in: Histoire de la musique I, Gallimard, Paris, 1960.
- Le rythme de la musique artistique espagnole du XVIe siècle vu à travers la chanson populaire, Budapest, 1965.
- Le Chant des pierres, Archè Milano, 1976.
- "Musique et langage sacrés dans la tradition védique", in: Cahiers de Musiques Traditionnelles, n° 5 - Musiques Rituelles, Georg, Genève, 1992.

### Œuvres en allemand
- Die Ars nova des 14. Jahrhunderts in Frankreich und Italien : Inauguraldissertation, Potsdam, 1930
- Die ars nova des 14. Jahrhunderts in Frankreich und Italien., Wolfenbüttel, Berlin : Kallmeyer, 1931.
- Geschichte der Mehrstimmigkeit. Historische und phänomenologische Studien
  - 1. Die Naturvölker. Mit 289 Notenbeispielen als Anh., Berlin : Bard, 1934.
  - 2. Die Anfänge in Europa. Mit 172 Notenbeispielen u. 4 Handschriftenwiedergaben als Anh., Berlin : Bard, 1935.
- Die historischen Grundlagen der musikal. Symbolik., Die Musikforschung, 1951.
- Singende Steine. Rhythmus-Studien an 3 katalanischen Kreuzgängen romanischen Stils., Kassel & Bâle : Bärenreiter-Verlag, 1955
- Die musikalischen Grundlagen der Sphärenharmonie, Acta musicologica 32, 1960.
- Klagelieder des Volkes in der Kunstmusik der italienischen Ars nova,Acta Musicologica. Vol. XXXIII, 1961 Fasc. II-IV, April-Dezember, Basel, Bärenreiter, 1961.
- Die Natur des Lobgesangs, Basel : Bärenreiter-Verlag, 1964.
- Ein anamitisches Wiegenlied : ein Beitrag zum Verhältnis von Musik und Spache, Kassel : Bärenreiter, 1966.
- Geschichte der Mehrstimmigkeit. Historische und phänomenologische Studien, Tutzing, 1969,  (ISBN 3795200814)
- Aussereuropäische Folklore Und Kunstmusik. Mit einem Notenteil mit 321 Notenbeispielen aus Afrika, Asien, Melanesien und Südsee, Australien, Nordamerika, Süd-West-Amerika, Südamerika und Afroamerikanisch und Spanisch., Das Musikwerk, Herausgegeben Von Karl Gustav Fellerer, Band 44, Arno Volk-Verlag, Köln, 1972.
- Singende Steine. Rhythmus- Studien an den romanischen Kreuzgängen, (édition remaniée), Artemis & Winkler Verlag, 1978,  (ISBN 3760819834)
- Europäische Liebeslieder aus acht Jahrhunderten : in Originalsprache und Übertragung mit den dazugehörigen Melodien, gesammelt und kommentiert von Cesar Bresgen ; hrsg. von Michael Korth ; wissenschaftliche Beratung, Feliz Karlinger, Ulrich Müller, et Marius Schneider, München : Heimeran, 1978.  (ISBN 3776502630)
- Klangsymbolik in fremden Kulturen,Lafite, Wien, 1979,  (ISBN 3851510305)

### Œuvres en espagnol
- "A proposito del influjo arabe. Ensayo de etnografia musical de la España medieval", (avec des extraits de compositions musicales), Anuario musical, vol. 1,  pp. 31–139. 1946.
- El origen musical de los animales-simbolos en la mitologia y la escultura antiguas. Ensayo historico-etnografico sobre la subestructura totemistica y megalitica de las altas culturas y su supervivencia en el folklore espanol., Barcelone, 1946, Madrid : Siruela, 1998,  (ISBN 8478443681)
- "Los cantos de lluvia", Annuario mùsical, IV, 1949.
- García Matos, Manuel - Cancionero popular de la provincia de Madrid., Edition critique par Marius Schneider et José Romeu Figueras, Barcelona/Madrid, Consejo Superior de Investigaciones Científicas, Instituto Español de Musicología, 1951 - 1960.
- "Consideraciones acerca del canto gregoriano y la voz humana'", Arbor , nº 48, Revue fondée et dirigée par Victoria Ocampo, Sur, Buenos Aires, janvier-février 1965.

### Œuvres en italien
- Il significato della musica, Milano: Rusconi, 1970, 1981, 1996 (préface de Quirino Principe; introduction d'Elémire Zolla)
- La danza delle spade e la tarentella, saggio musicologico, etnografico e archeologico sui riti di medicina, Lecce: Argo, 1999
- Pietre che cantano : studi sul ritmo di tre chiostri catalani di stile romanico, Milano : Archè, 1976 (puis Guanda, 1980)
- Gli Animali simbolici e la loro origine musicale nella mitologia e nella scultura antiche (trad. de l'espagnol par Gaetano Chiappini), Milano : Rusconi, 1986.  (ISBN 8818210068)
- La musica primitiva, Milano: Adelphi, 1992
- "La nozione del tempo nella filosofia e nella mitologia vedica", in: Ecologia della musica (éd. par Antonello Colimberti), Roma: Donzelli, 2004

Essais publiés dans la revue Conoscenza Religiosa (Firenze, 1969-1983):
- "La simbologia della danza", 1969, n.1, p. 21 ss.
- "Sono le cerimonie adatte ai tempi?", 1969, n. 2, p. 147 ss.
- "Le basi storiche della simbologia musicale", 1969, n. 3, p. 267 ss.
- "Canto e musica nei riti funebri delle alte civiltà antiche", 1970, n. 1, p. 22 ss.
- "Natura e origine del simbolo", 1971, n. 4., p. 313 ss.
- " Udire e cantare", 1972, n. 3, p. 213 ss.
- " Musica e lingua sacra nella tradizione vedica", 1973, n. 1, p. 111 ss.
- "Una concezione del mondo in uno strumento musicale", 1973, n. 2., p. 212 ss.
- "Natura e origine della musica", 1973, n. 3, p. 279 ss.
- "Il vero Don Giovanni",  1974, n. 4, p. 195 ss.
- "Linguaggio e simbolo in Heidegger", 1977, n. 4, p. 358 ss.
- "Il mito del mondo primordiale e l'armonia delle sfere", 1983, n. 1, p. 1 ss.

### Œuvres en anglais
- "Primitive Music", in: Ancient and Oriental Music, (Collectif), Oxford University Press, 1969,  (ISBN 0193163012)
- "Cosmic Music: Musical Keys to the Interpretation of Reality", in: Joscelyn Godwin (Editeur), Rudolf Haase, Hans Erhard Lauer, Marton Radkai (Trad. par), Marius Schneider, Inner Traditions International, 1992,  (ISBN 089281070X)